# Peter Abrahams (író, 1919–2017)
Peter Abrahams (Vrededorp, 1919. március 3. – Saint Andrew Parish, 2017. január 18.) dél-afrikai születésű jamaicai regényíró, újságíró és politikai kommentátor.

## Élete
Apja etiópiai, anyja dél-afrikai volt. Johannesburg külvárosában Vrededorpban született. 1939-ben költözött Angliába, ahol először matrózként dolgozott, majd Londonban lett újságíró. Első műve a Dark Testament 1942-ben jelent meg, melynek jelentős részét még Dél-Afrikában írta. 1956-ban Jamaicában telepedett le.
Magyarul két műve jelent meg. 1975-ben az A Night of Their Own Egyetlen éjszaka címen Dobos Éva fordításában, majd 1983-ban az A Wreath for Udomo Ékesítse koszorú címen Széky Annamária fordításában.

## Művei
- Dark Testament (1942)
- Song of the City (1945)
- Mine Boy (1946)
- The Path of Thunder (1948)
- Wild Conquest (1950)
- Return to Goli (1953)
- Tell Freedom (1954)
- Ékesítse koszorú (A Wreath for Udomo) (1956); ford. Széky Annamária
- Egyetlen éjszaka (A Night of Their Own) (1965); ford. Dobos Éva
- This Island Now (1966)
- The View from Coyaba (1985)
- The Black Experience in the 20th Century: An Autobiography and Meditation (2000)

## Magyarul
- A fergeteg útja. Regény; ford. Szenczi Miklós, versford. Vidor Miklós, bev. Je. Kornyilova; Szépirodalmi, Bp., 1953
- Egyetlen éjszaka; bev., ford. Dobos Éva; Magvető, Bp., 1975 (Világkönyvtár)
- Ékesítse koszorú. Regény; ford. Széky Annamária; Európa, Bp., 1983